# Кэндо ката

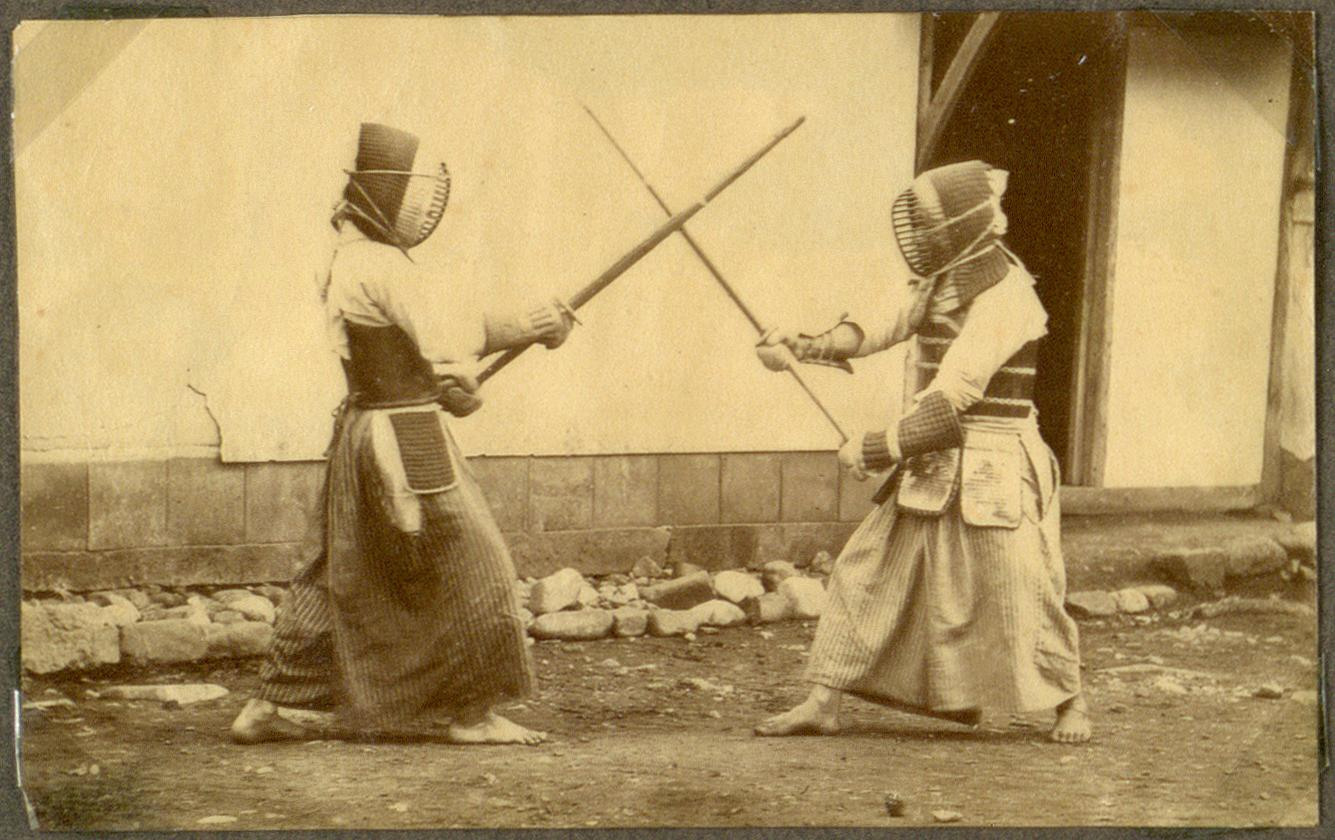
Двое кендок отрабатывают ката в защитном снаряжении-богу, 1868 год

Кэндо ката — это набор формальных упражнений, детализированных шаблонов движений с чётко определённой последовательностью в кэндо. Кэндо ката выполняется без защитного снаряжения.

## История
Нихон кэндо ката были созданы путём интеграции многих ката (форм) из разных школ кэндзюцу в 1912 году. Целью этого было сохранение традиционных форм кэндзюцу в кэндо, чтобы помнить, откуда пошло кэндо.
Кэндо ката состоят из 7 ката с тати (длинным мечом) и 3 ката с кодати (коротким мечом).
В ката можно увидеть некоторые стойки, которые больше не используются в современном кэндо. Например, в кэндо мы не используем кодати, если не работаем с двумя мечами. Таким образом, кэндо ката, несомненно, содержит движения из старого стиля кэндзюцу, и они не такие, как в кэндо с синаем.

## Цели кэндо ката[1]
Кэндо ката помогают нам изучить:
- 1. Правильные направления для датотсу (удары и уколы)
- 2. Правильные интервалы между атаками
- 3. Правильные движения тела
- 4. Искренность, обязательно присущую всем боевым техникам
- 5. Развитие кигурай (чувства собственного достоинства)

## Практика кэндо ката
Чтобы практиковать кэндо ката нужно два человека, и каждый из них имеет свою собственную роль. Одного называют утитати (некоторые говорят утидати (яп. 打太刀)), другого — ситати (некоторые говорят сидати (яп. 仕太刀)).
Утитати — это роль человека более высокого ранга, так как это «обучающая позиция». Утитати инициирует движения и контролирует дистанцию. Утитати позволяет ситати сконцентрироваться на изучении техник.
Ситати — это обычно ученик. Эта роль включает в себя больше движений и техник. Когда двигается утитати, ситати двигается следом.
Однако, чтобы знать обе стороны, независимо от ранга партнёры по ката во время отработки ката периодически меняются ролями.